# Some Boy!
Some Boy! er en amerikansk stumfilm fra 1917 af Otis Turner.

## Medvirkende
- George Walsh som Joyous Johnson
- Doris Pawn som Milbank
- Herschel Mayall som William Johnson
- Caroline Rankin som Arminta Simpkins
- Hector V. Sarno som I. Boccacio